# Daniel Henry Chamberlain
Daniel Henry Chamberlain, född 23 juni 1835 i West Brookfield i Worcester County i Massachusetts, död 13 april 1907 i Charlottesville i Virginia, var en amerikansk republikansk politiker. Han var South Carolinas guvernör från 1874 till 1876.
Chamberlain studerade vid Yale och avbröt sedan juridikstudierna vid Harvard Law School. Han arbetade som lärare och i amerikanska inbördeskriget avancerade han till kapten i nordstatsarmén. Efter kriget var han verksam som plantageägare och advokat i South Carolina.
Chamberlain efterträdde 1874 Franklin Moses som South Carolinas guvernör. Hans mandatperiod tog slut år 1876 i en situation där både republikanerna och demokraterna utropade sig till valsegrare. Till sist utsågs Wade Hampton III till valets segrare trots att Hamptons anhängare systematiskt hade hotat svarta väljare och utövat våld under kampanjens gång.
Chamberlain undervisade i statsrätt vid Cornell University 1883–1897.